# Giovanni Di Guglielmo
Giovanni Di Guglielmo (* 22. September 1886 in São Paulo, Brasilien; † 19. Februar 1961 in Rom, Italien) war ein italienischer Hämatologe. Bekannt ist er für die Entdeckung der akuten erythroiden Leukämie.

## Leben
Di Guglielmo wurde in Brasilien als Sohn einer italienischen Einwandererfamilie geboren. Mit sechs Jahren kam er in die Obhut einer Tante mütterlicherseits. Von da an lebte er in der Nähe von Neapel, wo er Medizin studierte und 1911 promovierte.
Er war seit 1915 verheiratet und hatte 4 Kinder, darunter der Hämatologe und Plasmozytomforscher Renato di Guglielmo.

## Wirken (Auswahl)
Von 1880 bis 1946 war er bei Adolfo Ferrata angestellt. Während des 1. Weltkriegs war er als Sanitätsoffizier eingesetzt und publizierte 1917 über einen Fall von Erythroleukämie. Durch den Namen Di-Guglielmo-Krankheit wird er dauerhaft mit dem Thema verbunden sein. Er beobachtete 1923 akute und 1941 chronische Krankheitsverläufe, die alle drei Zellsysteme des Knochenmarks in Mitleidenschaft zogen. Seit Dameshek werden diese unter dem Begriff Myeloproliferatives Syndrom subsumiert. Postum 1962 erschien eine letzte, zusammenfassende Monografie.
Er unterrichtete von 1927 bis 1928 an der Universität Modena und von 1928 bis 1929 an der Universität Pavia. Von 1929 bis 1931 war er außerordentlicher Professor an der Universität Pavia und von 1930 bis 1931 auch für die Lehre an der Kinderklinik verantwortlich. An der Universität Catania lehrte er von 1931 bis 1932 spezielle medizinische Pathologie und bis 1938 medizinische Klinik. Von 1939 bis 1946 leitete er den Lehrstuhl für spezielle medizinische Pathologie und von 1947 bis 1951 den Lehrstuhl für medizinische Klinik an der Universität Neapel. Von 1951 bis 1956 leitete er den Lehrstuhl für klinische Medizin an der Universität Rom.
Im Jahr 1930 war er Mitbegründer der Zeitschrift Haematologica. Darüber hinaus gründete er weitere Zeitschriften wie Progresso medico und fungierte als Herausgeber der Scientia medica Italica. Im Jahr 1934 trug er zur Gründung der Societa Italiana di Ematologia bei und übernahm die Rolle des Präsidenten.
Bis zum Aufkommen von Antibiotikum war gegen Brucellose die von Di Guglielmo vorgeschlagene Behandlung durch intravenöse Inokulation des Impfstoffs Antimelitense am wirksamsten.
Die Diagnose Di-Guglielmo-Krankheit hat den ICD10-Code C94.0. Mit seinem 1919 erschienenen Werk Megacariociti e piastrine negli organi emopoietici e nel sangue circolante bildete er die Grundlage für das Mortensen-Syndrom mit. Heute bekannt als essentielle (oder hämorrhagische) Thrombozythämie.
Er war Autor von 236 wissenschaftlichen Publikationen.

## Veröffentlichungen (Auswahl)
- Eritremie akut. In: Bollettino - Società medico chirurgica. Band 1, 1926, S. 665–673 (italienisch).[6]
- Megacariociti e piastrine negli organi emopoietici e nel sangue circolante. In: Atti R Acad Chir Napoli. Band 83, 1919, S. 19 (italienisch).[5]

## Ehrungen
- Ehrenmitglied der Royal Society of Medicine[2]
- Ehrendoktorwürde der Universität Freiburg/Breisgau sowie die einer Universität in Chile[2]
- 1952: Ehrenmitglied der Deutschen Gesellschaft für Hämatologie und Medizinische Onkologie[7]